# Construcción de mundos
La Construcción de mundos  (en inglés Worldbuilding), o mundografía, es el nombre que se le da al proceso de construcción de un mundo imaginario, comúnmente asociado con un universo de ficción. Crear un mundo imaginario que cuente con cualidades coherentes tales como su propia historia, geografía o ecología es una tarea crucial para muchos escritores de ciencia ficción o fantasía. El proceso del worldbuilding también suele incluir la creación de otros elementos como mapas o dibujos de su geografía, historias de fondo, flora, fauna, habitantes, tecnología, y a menudo cuando se escribe ficción especulativa, gentes o seres que pueblen el mundo creado. Esto puede incluir costumbres sociales así como lenguas inventadas para el mundo.: 103 Los «mundos» construidos pueden llegar a abarcar planetas diferentes dispersos por el espacio exterior o pueden limitarse a una sola aldea pequeña.: 104 
Antes del siglo XX, la construcción de mundos era hecha generalmente por novelistas, que podían dejar la imaginación del ambiente ficticio en parte a los lectores.: 106 Actualmente, la construcción de mundos existe en novelas, juegos de rol y en medios visuales como series de televisión, películas, videojuegos y cómics.Algunos autores de ficción sitúan múltiples obras en el mismo mundo, lo que se denomina universo de ficción.Un universo de ficción con obras de múltiples autores es conocido como un universo compartido o mundo compartido.
Estos mundos pueden enriquecer el trasfondo de las obras de ficción, y no es raro que los autores revisen y modifiquen sus creaciones mientras escriben el libro al que van asociados. Los mundos imaginarios pueden ser creados para disfrute personal y como ejercicio mental, o para una actividad creativa específica, como la creación de novelas, videojuegos o juegos de rol.  

## Historia
Uno de los ejemplos más tempranos de un mundo de ficción es la Divina Comedia de Dante Alighieri, a la que la BBC llamó «la primera realidad virtual». La creación de mundos de ficción literarios fue examinada primero por autores del género fantástico como George MacDonald, J.R.R. Tolkien, Lord Dunsany, Dorothy L. Sayers o C. S. Lewis. William Morris fue probablemente el primer escritor en crear el mundo entero de su historia.
Tolkien habló sobre este proceso en su ensayo Sobre los cuentos de hadas, donde manifestó que estos «mundos secundarios» o «subcreaciones» son considerablemente diferentes al arte de la dramaturgia: «Muy poco sobre los árboles como árboles puede ponerse en una obra de teatro». Este tipo de mundos se aleja del arte de la narración de historias, de los personajes y de las figuras y permite explorar el mundo en sí mismo. Posteriormente, el análisis de estos mundos fantásticos en la década de 1960 los contextualizaba en el medio en el que se encontraban o en la narrativa de las obras, ofreciendo un análisis de las historias en estos mundos, pero no de los mundos en sí mismos. 
En el mundo del cine la técnica del Construcción de mundos ha adquirido una mayor popularidad a partir de la década de los 2000. Antiguamente los escritores buscaban o creaban personajes que pudieran protagonizar muchas historias, como por ejemplo superhéroes como Batman y Superman, sin embargo ahora crean mundos que puedan ser hogar de diferentes personajes e historias, como el que podemos observar en el universo de Marvel.
El concepto debe diferenciarse del de franquicia de medios. Una franquicia de medios es en cierto sentido similar a un mundo secundario o creado pero no siempre los incluye. Por ejemplo, una franquicia como Star Wars ocurre en un mundo inventado, pero el grupo The Beatles, a pesar de ser considerado también como una franquicia, no dispone de ningún mundo construido o alternativo.

## Método
El proceso del Construcción de mundos se puede realizar y empezar de diferentes formas, top-down, es decir de arriba abajo, bottom-up, de abajo a arriba, o con una combinación de ambos modelos. En el proceso conocido como top-down el diseñador o creador del mundo crea primero una visión general o resumen de su mundo, decidiendo características amplias y generales, como los moradores del mundo, el nivel de su tecnología, las características geográficas principales, su clima y sus antecedentes históricos. A partir de esas características principales es cuando normalmente empiezan a desarrollar el resto del mundo de forma más detallada. Este enfoque podría implicar, por ejemplo, la creación de los conceptos básicos o las bases del mundo, seguidos de otros elementos como los continentes, civilizaciones, naciones, ciudades y pueblos. Un mundo creado de esta forma suele estar bien integrado y contar con elementos individuales que encajan los unos con los otros a la perfección. Sin embargo también puede suponer un esfuerzo considerable para su autor antes de que este escenario cuente con los detalles suficientes como para que sea útil y pueda servir como base de una historia. En el enfoque conocido como bottom-up el diseñador o creador del mundo se centra primera en los elementos o detalles más pequeños, que son los que necesita para sus propósitos o historia. Los elementos de esta ubicación, como la geografía local, cultura, estructura social, gobierno, política, comercio e historia serán considerablemente detallados. También pueden ser descritos sus habitantes más importantes, así como las relaciones que pudiera haber entre ellos antes del desarrollo de la trama. Las áreas colindantes son descritas de manera menos detallada, con descripciones más y más generales a medida que se alejan de la ubicación inicial. El diseñador puede posteriormente mejorar la descripción de las otras áreas. Este método proporciona utilidad casi inmediata al ambiente creado ya que incluye con detalles relevantes para cierta historia o situación, sin embargo también favorece a la creación de un mundo plagado de inconsistencias.
Al combinar ambas prácticas, el diseñador puede obtener los beneficios de ambos pero la necesidad de empezar desde ambos lados crea el doble de trabajo, lo que puede retrasar la creación del producto deseado. A pesar de que crear suficientes detalles como para que una ubicación sea útil requiere un trabajo considerable, no todos los aspectos creados pueden ser explorados, por lo que se utiliza una práctica llamada “Construcción de mundos deducido”. El Construcción de mundos deducido es cuando un autor ofrece suficientes detalles sobre varias partes de una localización o ubicación para que los lectores puedan extrapolar en lo que está escrito para llegar a sus propias conclusiones acerca de los detalles específicos que no son aportados. Esto es especialmente útil para ubicaciones de juegos de rol, ya que cada partida puede requerir que ciertos detalles sean creados dependiendo del caso y de los acontecimientos para que la historia funcione.

## Elementos
En el ejemplo específico del diseño o desarrollo de juegos, el objetivo del Construcción de mundos es crear el contexto para una historia. La consistencia del mundo y de todos sus detalles es un elemento importante de estos mundos, ya que el mundo proporciona los cimientos para la trama de toda la historia. Sin embargo, según J.R.R. Tolkien, el objetivo del Construcción de mundos es que el lector o consumidor pueda sumergirse en este mundo y quede, según sus palabras, hechizado o encantado por el y la descripción de dicho mundo puede estar totalmente desconectada tanto de la historia como de la narrativa.
Un mundo deshabitado puede ser útil para ciertos propósitos, especialmente en la ciencia ficción, pero la mayoría de los mundos construidos tienen una o más seres o especies pensantes. Estas especies pueden tener también culturas e idiomas construidas o inventadas por el autor.
Diseñadores en ciencia ficción dura incluso pueden crear especies de flora y fauna al final del proceso del worldbuilding, e incluso crear formas de vida que tienen la capacidad de adaptarse a situaciones científicamente novedosas.

### Física
Una de las primeras consideraciones que hay que tener en cuenta al empezar el proceso de Construcción de mundos es si el mundo que hemos creado está basado o está respaldado por las leyes de la física del mundo real, o por la magia. Aunque la magia es más común en obras de fantasía los mundos de ciencia ficción pueden contener magia o equivalentes tecnológicos.
Por ejemplo, la especie “Asari” de la saga de videojuegos Mass Effect posee habilidades, descritas científicamente en el juego, que son comparables a los hechiceros o magos en los juegos de fantasía.
Algunos mundos ficticios modifican las leyes físicas del mundo real; los viajes superlumínicos, o más rápidos que la luz son un factor común en muchas obras de ciencia ficción. También es posible crear mundos en los que se combinan la física y magia, como en la saga de libros de La Torre Oscura de Stephen King y en la franquicia de Star Wars.

### Cosmología
Los mundos construidos a menudo cuentan con cosmologías, en el sentido tanto científico como metafísico. La creación de mundos de ciencia ficción, especialmente aquellos con sociedades capaces de hacer viajes espaciales, generalmente implica la creación de un sistema estelar y de diferentes y nuevos planetas. Si el diseñador quiere aplicar los principios reales de la astronomía a su mundo puede desarrollar medidas astronómicas detalladas sobre la órbita de este, y definir las características físicas de otros cuerpos o planetas del mismo sistema ; de esta forma se establecen los parámetros cronológicos como la duración de los días o de las estaciones. Algunos escritores o diseñadores de mundos pueden crear mundos extraños o raros de forma intencional.
Los mundos fantásticos también pueden contar con cosmologías únicas. En Dungeons & Dragons el mundo físico y principal en el que se juega es conocido como "prime material plane", pero también hay otros planos de existencia jugables que son devotos a conceptos morales o elementales, como el escenario Spelljammer, que cuenta con aspecto propios del espacio exterior, y con un sistema de astrofísica fantástica inventado.

### Religión
Otro elemento que podría alterar enormemente un mundo son las diferentes religiones, deidades y elementos religiosos que podrían encontrarse en él. En algunos casos la creación de una religión (o mitopoiesis) para nuestro mundo podría contestar a preguntas existenciales como por ejemplo de donde vienen las especies que hemos creado para nuestro mundo o que les ocurre cuando mueren. Otros elementos que podrían ser considerados de índole religioso y que podrían ser importantes para moldear los mundos que creemos son los seres como Dioses, espíritus, ángeles y demonios, deidades, chamanes, curas, y todos los rituales que llevarían a cabo.
La serie de videojuegos The Elder Scrolls, por ejemplo, presenta una multitud de religiones practicadas por las varias razas que habitan el mundo, y otro videojuego llamado Summoner del año 2000 cuenta no solo con una cosmología inventada bien desarrollada, sino con su propio mito de la creación.

### Geografía
Normalmente, uno de los primeros pasos a seguir en el proceso del Construcción de mundos es la creación de mapas. Los mapas pueden ordenar los elementos básicos del terreno de un mundo y las civilizaciones presentes más significativas. Un mapa claro y conciso que expone la posición de las ubicaciones más importantes en una historia puede ser una herramienta útil tanto para los desarrolladores como para las audiencias. Un producto creativo acabado, como un libro, puede contener versiones publicadas de mapas desarrollados; algunas ediciones del Señor de los Anillos, por ejemplo, incluyen mapas de la Tierra Media.
La geografía física de un mundo es importante en el diseño de patrones meteorológicos y biomas como desiertos, humedales, montañas y bosques. Estas diferentes características físicas también afectan el crecimiento de las diferentes sociedades y a sus interacciones, como por ejemplo el establecimiento de rutas comerciales y la ubicación de las ciudades importantes. El deseo de controlar los recursos naturales en un mundo ficticio podría llevar a la guerra entre sus habitantes. La geografía también puede definir los ecosistemas de cada bioma.
Normalmente se asume la ecología terrestre, pero algunos diseñadores pueden no seguirla y crear la suya propia. Por ejemplo en la historia corta de Isaac Asimov “La piedra parlante” se incluye una forma de vida basada en el silicio en lugar de en el carbono.
Algunos programas de software pueden crear terrenos aleatorios usando algoritmos fractales. Programas más sofisticados pueden aplicar efectos geológicos como el movimiento de las placas tectónicas y la erosión; el mundo resultante puede ser renderizado o representado gráficamente con mucho detalle, dotando al resultado de realismo.

### Cultura
Las culturas inventadas son un elemento típico del worldbuilding. Algunos escritores o creadores se basan en civilizaciones humanas pasadas como base de sus sociedades ficticias. El videojuego de 1990 Worlds of Ultima, the Savage Empire, por ejemplo, ocurre en un mundo repleto de tribus basadas en civilizaciones antiguas de Mesoamérica y África; así mismo la saga de libros Los Juegos del Hambre de Suzanne Collins utiliza temas de la cultura grecolatina. Con este método se consigue que estos mundos ficticios sean más accesibles para la audiencia.
Crear una cultura extraterrestre cohesiva puede ser un reto. Algunos diseñadores han utilizado también elementos de civilizaciones humanas como inspiración para ello, como los Romulanos de Star Trek, cuyas sociedades son muy parecidas a las de la antigua Roma.
La historia pasada en un mundo de ficción puede explicar las relaciones presentes y pasadas entre las diferentes sociedades que habitan el mundo, y que pueden ser las desencadenantes de la trama de la historia principal. Una guerra antigua, por ejemplo, es el punto clave de la trama en la serie de Shannara, en las Crónicas de Belgarath y en la saga de los Juegos del Hambre.

### Lenguaje
Aparte de la cultura y las diferentes razas que habitan el mundo, otro de los factores en el que tienen que pensar los creadores del mundo es el idioma o lenguaje con el que estos se comunican. Algunos ejemplos de lenguas creadas son el élfico de J.R.Tolkien, el Klingon de Star Trek, Na’vi, idioma hablado por los habitantes de la película Avatar, el Dothraki de Juego de Tronos, e incluso el pársel, la lengua de las serpientes hablada por algunos magos en Harry Potter.

## Tipos de mundos construidos
El proceso de Construcción de mundos no siempre supone la creación de mundos enteros; algunas veces también se puede tratar simplemente de partes o zonas del mundo que puede estar ubicadas en mundos reales o ya existentes.
Los mundos o zonas creadas pueden ser tan pequeñas como una ciudad o un pueblo, como es el caso de algunas ciudades creadas por el autor Stephen King, como Castle Rock, Derry y Haven, que son ubicaciones donde ocurren varias de sus historias.
También puede haber zonas más amplias como continentes, como es el caso de Tamriel de la saga de videojuegos The Elder Scrolls, o Panem en la trilogía de libros de Los juegos del Hambre. Otra opción es crear una zona del mundo que convive con el mundo real, como por ejemplo el que podemos encontrar en el universo de Harry Potter de J.K. Rowling. Y por último se pueden crear mundos completos, como Arda, mundo donde se encuentra la Tierra Media y donde suceden la mayor parte de las historias de J.R. Tolkien, el mundo ficticio de Earthsea, creado por Ursula K. Le Guin, Arrakis, planeta en el que suceden las aventuras de Dune, los diferentes reinos del manga de Nausicaä del Valle del Viento, creado por Hayao Miyazaki, y el Mundodisco de Terry Pratchett, mundo plano sostenido por cuatro elefantes.

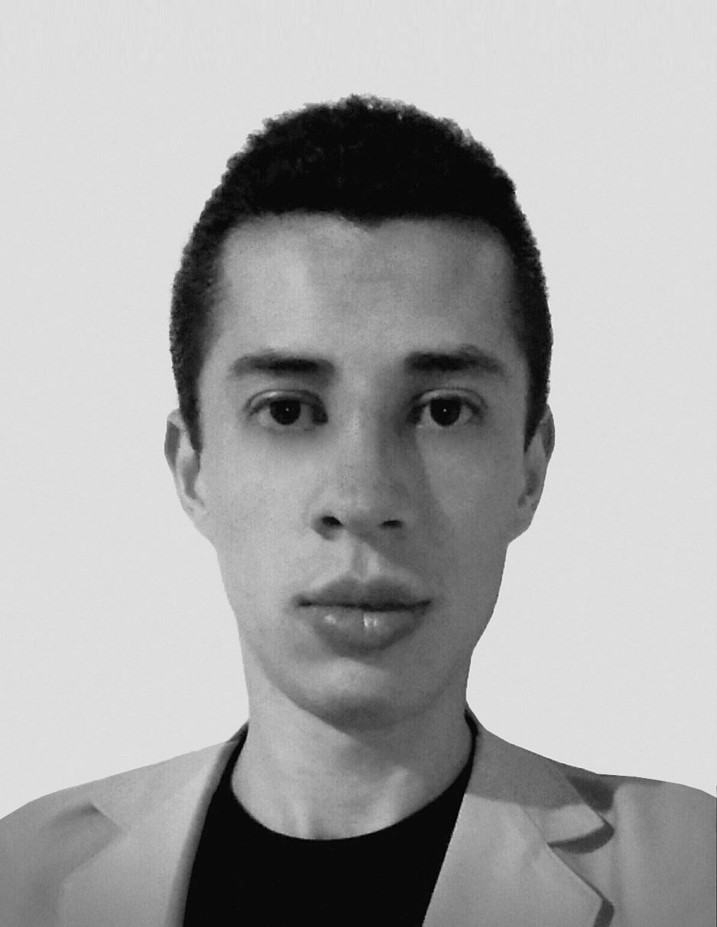
Los libros del escritor costarricense Marco Vinicio Aragonés transcurren en una geografía ficticia llamada la Península de Vadalcadar.

En la literatura latinoamericana contemporánea un ejemplo de mundo construido es la Península de Vadalcadar en la que transcurren los libros Los Comediantes a medianoche y Ancho es el sendero de la torpeza de Marco Vinicio Aragonés.  
Los mundos construidos no están siempre limitados a un único tipo de historia. Ethshar y Dragaera, creados por Lawrence Watt-Evans y Steven Brust respectivamente, fueron diseñados en un principio para juegos de rol, y más tarde los utilizaron para sus novelas. Así mismo M. A. R. Barker creó Tékumel mucho antes de que se empezara a jugar a juegos de rol, pero muchos gamers, Barker incluido, lo han usado como ubicaciones para dichos juegos.
Por último, un universo compartido es un universo ficticio que puede ser utilizado por diferentes autores. Algunos ejemplos de universos compartidos incluyen el Universo expandido de Star Wars y escenarios de campaña diseñados específicamente para los juegos de rol. Uno de los más antiguos es Oerth, diseñado como escenario para Falcongris de Dungeons & Dragons.